# Stina Blackstenius
Stina Blackstenius, née le 5 février 1996 à Vadstena, est une footballeuse internationale suédoise. Elle évolue au poste d'attaquante à Arsenal.

## Biographie

### En club
Elle joue au Montpellier HSC de janvier 2017 à mai 2019.
Le 14 janvier 2022, Stina Blackstenius quitte son pays natal pour signer à Arsenal,. En 2024, elle prolonge son contrat avec Arsenal.

### En équipe nationale
Avec les moins de 19 ans, Stina Blackstenius participe au championnat d'Europe des moins de 19 ans 2015 qui se déroule en Israël. La Suède remporte la compétition en battant l'Espagne en finale. A titre personnel, Stina Blackstenius termine meilleure buteuse du tournoi avec six buts, avec notamment un doublé en finale.
En 2016, Blackstenius est retenue par la sélectionneuse Pia Sundhage, afin de participer aux Jeux olympiques d'été organisés au Brésil.
Elle fait partie de la sélection suédoise terminant troisième de la Coupe du monde féminine de football 2019.

## Palmarès

### En club
Linköpings FC :
- Championnat de Suède :
  - Vainqueur en 2016
- Coupe de Suède :
  - Vainqueur en 2014 et 2015
  - Finaliste en 2016

Montpellier HSC :
- Championnat de France :
  - Vice-champion en 2017

Kopparbergs/Göteborg FC puis BK Häcken :
- Championnat de Suède :
  - Vainqueur en 2020
- Coupe de Suède :
  - Vainqueur en 2021

Arsenal
- Vainqueur de la FA WSL Cup : 2024
- Vainqueur de la Ligue des Champions en 2025

### En sélection
- Vainqueur du championnat d'Europe des moins de 19 ans 2015 avec l'équipe de Suède des moins de 19 ans
- Finaliste des Jeux olympiques d'été de 2016 avec l'équipe de Suède
- Troisième de la Coupe du monde féminine de football 2019